# Будины

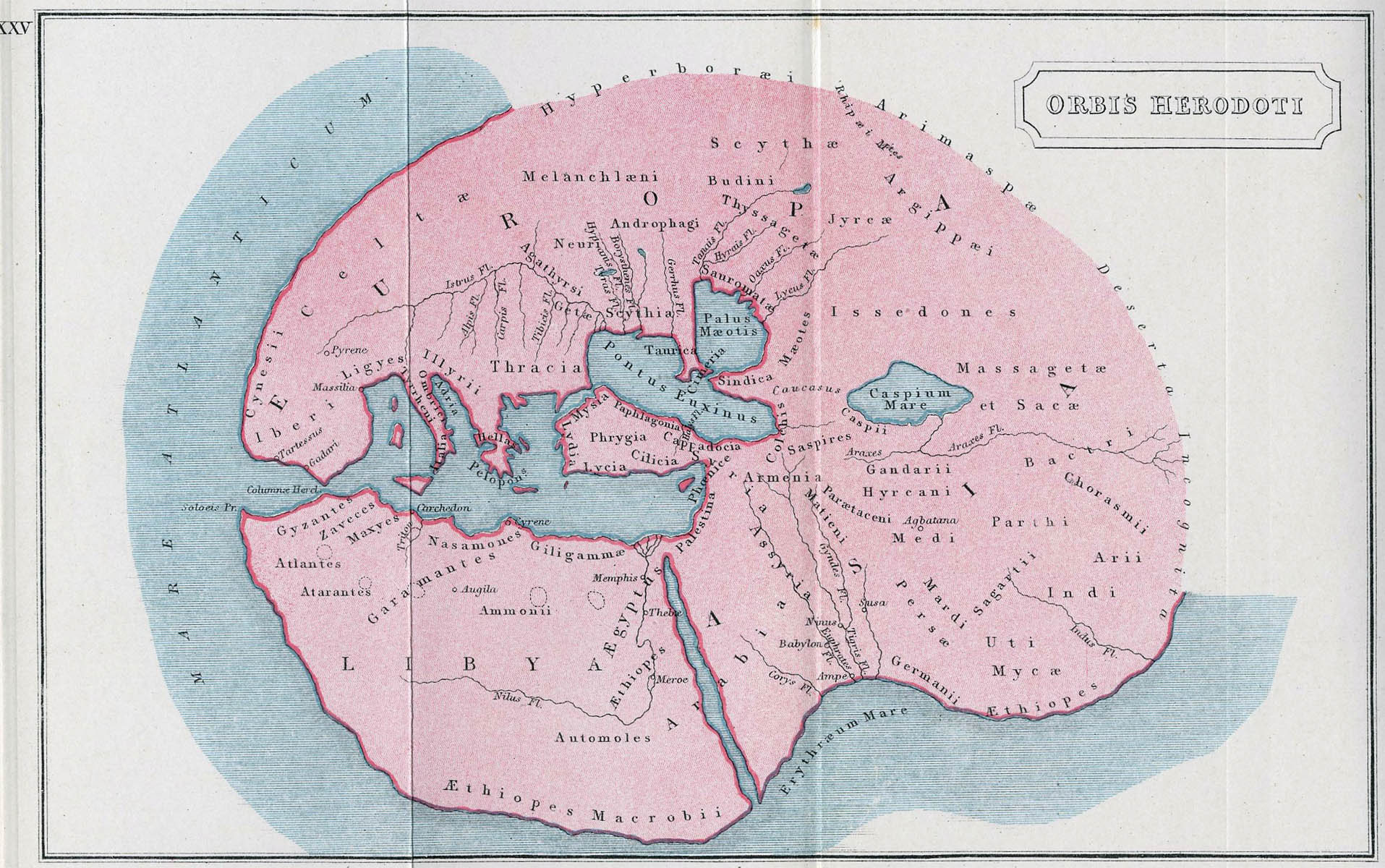
Будины на карте «Мир Геродота» XIX в.

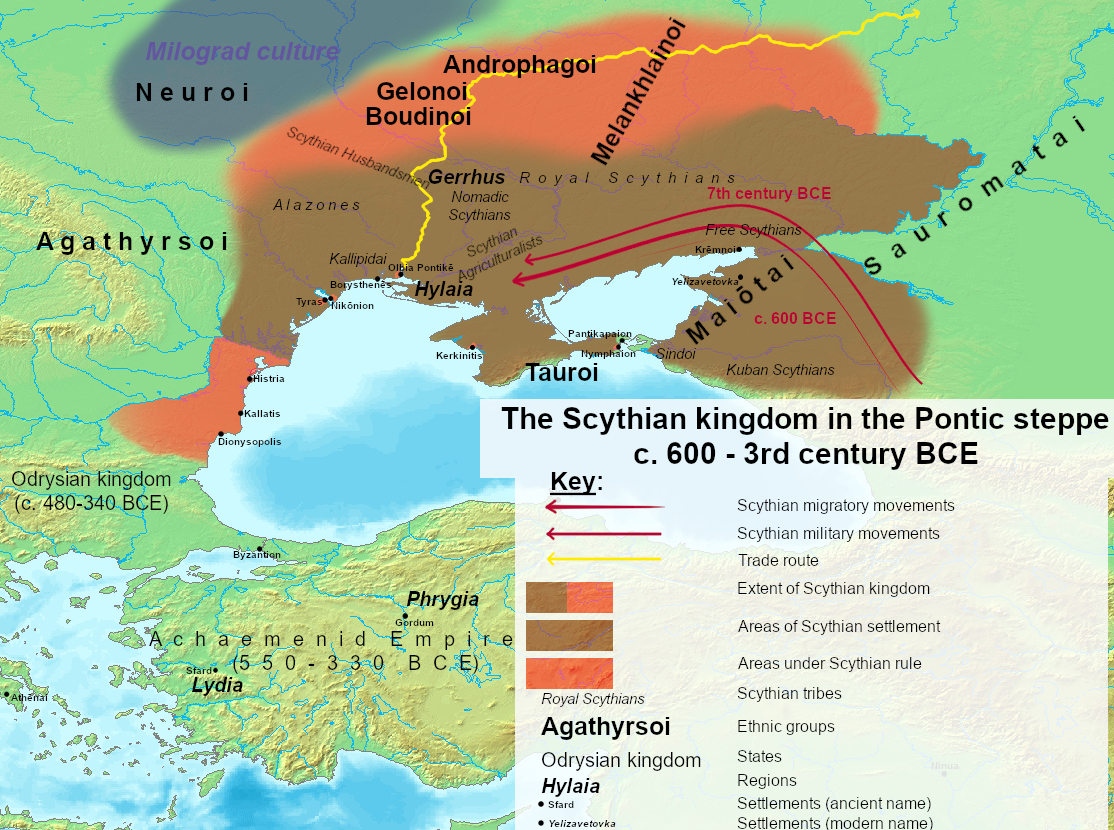
Расселение будинов (boudinoi) среди других племён Скифии.

Буди́ны (др.-греч. Βουδῖνοι) — древний народ, обитавший, по Геродоту, севернее савроматов, по соседству с неврами.
Геродот пишет, что будины были многочисленны, голубоглазы и рыжеволосы, вели кочевой образ жизни. К числу основных занятий будинов относятся охота и рыболовство:
Если перейти реку Танаис, то там уже не скифская земля, но вначале область савроматов, которые, начиная от самого дальнего угла озера Меотиды, населяют на расстоянии пятнадцати дней пути по направлению к северному ветру страну, лишенную и диких, и культурных деревьев. Выше них живут будины, занимающие другую область, всю поросшую разнообразным лесом.
На их земле также обитали земледельцы-гелоны, которых Геродот считал переселившимися в земли будинов эллинами, и стоял город Гелон (обычно отождестляемый с Бельским городищем):
В их области выстроен деревянный город; название этого города Гелон. Длина стены с каждой стороны — 30 стадиев; она высокая и целиком из дерева; и дома у них деревянные и храмы. Там есть храмы эллинских богов (Ἑλληνικῶν θεῶν ἱρὰ), украшенные по-эллински деревянными статуями, алтарями и наосами. И каждые три года они устраивают празднества в честь Диониса и впадают в вакхическое исступление. Ведь гелоны в древности — это эллины, которые покинули гавани и поселились у будинов. И говорят они на языке отчасти скифском (γλώσσῃ τὰ μὲν Σκυθικῇ), отчасти эллинском.
Будины вместе с другими скифскими племенами участвовали в войне против Дария, вторгшегося в пределы Скифии (VI век до н. э.).
Однозначное причисление будинов к скифским племенам не верно и фраза "Будины вместе с другими скифскими племенами..." может быть ошибочной. Приведенная выше цитата Геродота не полная и звучит так: "...И говорят они на языке отчасти скифском, отчасти эллинском. Однако у будинов другой язык, чем у гелонов, образ жизни их так же иной." Таким образом будины говорят на языке отличном от скифского или эллинского и соединение их со скифами по меньшей мере не правильно.
В своей научной работе «Истории Швеции» (Svearikes Historia) шведский историк Улоф Далин говорит, что «пастухи‑скифы», называемые Вудины или Будины, прибыли на шведские острова около 400 г. до н. э. из‑за давления со стороны Филиппа и Александра Македонского. Он говорит, что к ним присоединилась еще одна раса, которая была смесью скифов, греков и евреев, невры. По словам Далина, они были предками финнов, саамов и эстонцев.

## Интерпретации
Апеллируя к многочисленности будинов, Б. Н. Граков отводил им обширное пространство от воронежских до полтавских лесостепей, покрытое, по сути, единой (с не очень существенными вариантами) археологической культурой. Культура эта занимает территорию от устья Десны до Ворсклы, к югу от лесной зоны до Северского Донца в его лесостепном и отчасти степном течении, с включением лесистого воронежского Подонья. Б. А. Рыбаков отождествлял будинов с носителями юхновской культуры, предположительно балтской.